# Evangeline Booth
Evangeline Cory Booth (Londra, 25 dicembre 1865 – New York, 17 luglio 1950) è stata una religiosa britannica.
Figlia di William Booth e di Catherine Mumford, fu comandante dell'Esercito della Salvezza in Canada e poi, dal 1904 al 1934 negli Stati Uniti. Nel 1934, fu nominata comandante generale dell'Esercito, carica che mantenne fino al 1939.
Scrisse anche vari libri religiosi, tra cui La donna (1930). Nel 1919, era apparsa, nel ruolo di sé stessa, nel film Fires of Faith, girato da Edward José e prodotto dalla Famous Players-Lasky Corporation in cooperazione con l'Esercito della Salvezza.